# Atletismo nos Jogos Pan-Americanos de 2019 - 400 m masculino
A competição dos 400 m rasos masculino foi um dos eventos do atletismo nos Jogos Pan-Americanos de 2019, em Lima, no Peru. A prova foi realizada entre os dias 7 e 8 de agosto.

## Calendário
Horário local (UTC-5).
| Data        | Horário | Fase      |
| ----------- | ------- | --------- |
| 7 de agosto | 15:40   | Semifinal |
| 8 de agosto | 17:20   | Final     |

## Medalhistas
| Ouro   | COL Anthony Zambrano |
| Prata  | JAM Demish Gaye      |
| Bronze | USA Justin Robinson  |

## Recordes
Recordes mundial e pan-americano antes da disputa dos Jogos Pan-Americanos de 2019.
| Tipo                             | Atleta            | Tempo | Local            | Data                  |
| -------------------------------- | ----------------- | ----- | ---------------- | --------------------- |
|                                  | Wayde van Niekerk | 43.03 | Rio de Janeiro   | 14 de agosto de 2016  |
| Recorde dos Jogos Pan-Americanos | Ronald Ray        | 44.45 | Cidade do México | 18 de outubro de 1975 |

## Resultados

### Semifinal
Qualificação: Os 3 primeiros em cada bateria (Q) e os 2 mais rápidos (q) se classificaram para a final. Os resultados foram os seguintes: 
| Colocação | Bateria | Atleta              | Nacionalidade                | Tempo | Notas                |
| --------- | ------- | ------------------- | ---------------------------- | ----- | -------------------- |
| 1         | 2       | Anthony Zambrano    | COL Colômbia                 | 45.13 | Q                    |
| 2         | 1       | Jhon Perlaza        | COL Colômbia                 | 45.21 | Q                    |
| 3         | 1       | Justin Robinson     | USA Estados Unidos           | 45.38 | Q                    |
| 4         | 2       | Bralon Taplin       | GRN Granada                  | 45.38 | Q                    |
| 5         | 2       | Demish Gaye         | JAM Jamaica                  | 45.47 | Q                    |
| 6         | 1       | Jonathan Jones      | BAR Barbados                 | 45.60 | Q                    |
| 7         | 2       | Wilbert London      | USA Estados Unidos           | 45.78 | q                    |
| 8         | 1       | Luguelin Santos     | DOM República Dominicana     | 45.88 | q,                   |
| 9         | 2       | Dwight St. Hillaire | TTO Trinidad e Tobago        | 46.04 |                      |
| 10        | 1       | Yoandys Lescay      | CUB Cuba                     | 46.60 | Recorde da temporada |
| 11        | 2       | Lidio Feliz         | DOM República Dominicana     | 46.76 |                      |
| 12        | 1       | Machel Cedenio      | TTO Trinidad e Tobago        | 46.77 |                      |
| 13        | 1       | Terry Thomas        | JAM Jamaica                  | 46.97 |                      |
| 14        | 2       | Kelvis Padrino      | VEN Venezuela                | 46.99 |                      |
| 15        | 2       | Nery Brenes         | CRC Costa Rica               | 47.48 | Recorde da temporada |
| 16        | 1       | Brandon Parris      | VIN São Vicente e Granadinas | 48.14 |                      |
| 17        | 2       | Philip Osei         | CAN Canadá                   | DNF   |                      |

### Final
Os resultados foram os seguintes:  
| Colocação         | Faixa | Atleta           | Nacionalidade            | Tempo | Notas                |
| ----------------- | ----- | ---------------- | ------------------------ | ----- | -------------------- |
| Medalha de ouro   | 7     | Anthony Zambrano | COL Colômbia             | 44.83 |                      |
| Medalha de prata  | 8     | Demish Gaye      | JAM Jamaica              | 44.94 |                      |
| Medalha de bronze | 5     | Justin Robinson  | USA Estados Unidos       | 45.07 |                      |
| 4                 | 2     | Wilbert London   | USA Estados Unidos       | 45.22 |                      |
| 5                 | 9     | Jonathan Jones   | BAR Barbados             | 45.35 |                      |
| 6                 | 4     | Jhon Perlaza     | COL Colômbia             | 45.37 |                      |
| 7                 | 3     | Luguelin Santos  | DOM República Dominicana | 45.73 | Recorde da temporada |
| 8                 | 6     | Bralon Taplin    | GRN Granada              | 46.01 |                      |

Legenda
| Recorde mundial                  | Recorde mundial (World record)               |                       | Recorde africano                      | Recorde africano (African) |                                           | Q | Classificado por posição (Qualified) |
| Recorde dos Jogos Pan-Americanos | Recorde pan-americano (Pan-American record)  | Recorde da América    | Recorde da América (Americas)         | q                          | Classificado por melhor tempo (Qualified) |   |                                      |
| Melhor marca do ano              | Melhor marca do ano (World leading)          | Recorde asiático      | Recorde asiático (Asian)              | DNS                        | Não largou (Did not start)                |   |                                      |
| Recorde nacional                 | Recorde nacional (National record)           | Recorde europeu       | Recorde europeu (European)            | DNF                        | Não terminou (Did not finish)             |   |                                      |
| Recorde pessoal                  | Recorde pessoal do atleta (Personal best)    | Recorde da Oceania    | Recorde da Oceania (Oceania)          | DSQ / DQ                   | Desclassificado (Disqualified)            |   |                                      |
| Recorde da temporada             | Recorde da temporada do atleta (Season best) | Recorde sul-americano | Recorde sul-americano (South America) | NM                         | Sem marca (No mark)                       |   |                                      |